# Annett Zinsmeister
Annett Zinsmeister (* 1967 in Stuttgart) ist eine deutsche Künstlerin und Autorin und lebt in Berlin.

## Leben und Werk
Annett Zinsmeister studierte Kunst, Architektur, Kultur- und Medienwissenschaften in Stuttgart und Berlin. 1997 erhielt sie ihr Diplom an der Hochschule der Künste Berlin. 2003 wurde sie als Professorin an die Kunsthochschule Berlin-Weissensee berufen. Es folgten der Ruf an die Bergische Universität Wuppertal (2005–2007), an die Staatliche Akademie der Bildenden Künste Stuttgart (2007–2013). Seit 2016 ist sie Professorin für Gestaltung und Entwerfen an der Frankfurt University of Applied Science.
Zinsmeister hält international Vorträge zu interdisziplinären Kunst- und Forschungsprojekten u. a. an der Gallatin School of Individualized Study / New York University (USA), der Kunstuniversität Linz (Österreich), der Akademie der Bildenden Künste Wien (Österreich), der ETH Zürich (Schweiz), der Universität der Künste Berlin, der Akademie der Bildenden Künste Dresden, der Akademie Schloss Solitude, der Akademie der Wissenschaften zu Berlin.
Annett Zinsmeister verbindet in ihrer Arbeit unterschiedliche Disziplinen (Kunst, Architektur, Design, Wissenschaft) und bedient sich unterschiedlicher Medien und Formate. Interdisziplinär geprägte Publikationen vereinen künstlerische Praxis und theoretischen Diskurs. Die kulturelle Prägung und Konstitution von Raum und Lebenswelt sind zentrale Themen und werden in Raum - Installationen, konzeptuellen und gebauten Räumen, in Fotografien, Zeichnungen, Collagen, in Kurzfilmen sowie in theoretischen Abhandlungen verhandelt.
Die Künstlerin arbeitet mit Raum und Architektur, mit vorgefundenen Strukturen und Elementen (Modulen), die sie aus herkömmlichen Kontexten löst und zu neuen Räumen und Kompositionen zusammenfügt. Dekonstruktion und Rekombination, Decodierung und Reprogrammierung, Strukturalismus und Appropriation sind einige ihrer Strategien. Die Untersuchung von Wahrnehmungsprozessen, sozialer Interaktion, Kommunikation und die Transformation urbaner Raumsituationen, sowie die Auseinandersetzung mit Utopien und dem Identitätsgehalt von Architektur, Raum und Alltagsgegenständen sind zentrale Themen in ihrem künstlerischen und theoretischen Werk. Die künstlerischen Arbeiten eröffnen neue Perspektiven auf unwirtliche, verlassene Orte und initiieren Prozesse urbaner Interventionen und Transformationen. Zinsmeisters Installationen fordern die Wahrnehmung des Betrachters heraus, entlarven alltägliche Gewohnheiten und legen den Antagonismus utopischer Ansätze sowie unserer sozialen und gebauten Umwelt offen.
Annett Zinsmeister ist Mitglied im Deutschen Künstlerbund.

## Schriften
- als Hrsg.: Kunst und/oder Design? Jovis, Berlin (2013), ISBN 978-3-86859-255-9.
- Kunst? Design? Transdisziplinäre Studien Jovis, Berlin (2013), ISBN 978-3-86859-266-5.
- Kai-Uwe Hemken, Simone Kraft, Claus Pias, Simone Schimpf: Annett Zinsmeister - Searching for Identity. Jovis, Berlin (2012), ISBN 978-3-86859-194-1.
- als Hrsg.: Ethics in Aesthetics? Jovis, Berlin (2012), ISBN 978-3-86859-191-0.
- als Hrsg.: Gestalt der Bewegung Jovis, Berlin (2011), ISBN 978-3-86859-110-1.
- als Hrsg.: Update! 90 years of Bauhaus - what now? Jovis, Berlin (2010), ISBN 978-3-86859-102-6.
- mit T. Wallisser (Hrsg.): Jour Fixe. Zeitgenössische Positionen in Architektur, Kunst, Design. DOM Publishers, Berlin (2010), ISBN 978-3-86922-034-5.
- City + War. A Trip to Sarajevo / Krieg + Stadt. Eine Reise nach Sarajevo. merz/solitude, Stuttgart (2008), ISBN 978-3-937158-44-0.
- als Hrsg.: welt[stadt]raum. Mediale Inszenierungen. transcript, Bielefeld (2008), ISBN 3-89942-419-0.
- als Hrsg.: constructing utopia. Konstruktionen künstlicher Welten. diaphanes, Zürich/Berlin (2005), ISBN 3-935300-58-1.
- als Hrsg.: Plattenbau oder die Kunst, Utopie im Baukasten zu warten. Karl-Ernst-Osthaus-Museum/vice versa, Berlin (2002), ISBN 3-926242-42-6.
- als Hrsg.: Memodul. Digitales Gedächtnisspiel zum Plattenbau und anderen modularen Utopien von Annett Zinsmeister. CD-ROM, Karl-Ernst-Osthaus-Museum, Hagen (2002), ISBN 3-89739-300-X.